# 에릭 서캠프
에릭 마이클 서캠프(Eric Michael Surkamp, 1987년 7월 16일 ~ )은 전  미국 메이저 리그의 투수이다.

## 미국 프로 야구시절
2011년 샌프란시스코 자이언츠에 입단하였다.

## 한국 프로 야구 시절

### 한화 이글스시절
2016년 7월 11일 작년과 다르게 부진한 로저스의 대체 용병으로 시즌 도중 영입되었다. 시즌 내내 밋밋한 140km 초반의 구속에 제구가 안 돼서 문제가 되었다. 시즌 성적은 17경기에서 2승 4패 1세이브 평균자책점 6.31을 기록하였다. 2016년 10월 20일 한화 이글스는 그를 퇴출시키기로 결정했다.